# Lycée Jean-Baptiste-Corot - Le Château
Ne doit pas être confondu avec Lycée Jean-Baptiste-Corot (Douai).
Le lycée Jean-Baptiste-Corot - Le Château est un établissement d'enseignement secondaire et supérieur public, situé au 9, place Davout à Savigny-sur-Orge, au cœur de la vallée de l'Orge, dans le département de l'Essonne.
Le lycée est l'un des plus grands lycées de son département et d'Île-de-France avec 16 hectares de superficie et son parc, 2 550 élèves en 2017 et 226 membres du personnel et enseignants permanents en 2018.
En 2023, il est classé 2e lycée du département sur 41 et 117e lycée de France sur 2331, selon le classement annuel du journal Le Parisien - Aujourd'hui en France. Il se distingue également en étant le meilleur lycée public du département, étant derrière le lycée privé Notre-Dame de Sion d'Évry-Courcouronnes.
Le lycée est fondé en 1947 en tant qu'annexe du lycée Lakanal de Sceaux, fondé en 1885. La première rentrée a lieu en 1950. Il prit le nom de Lycée Jean-Baptiste-Corot - Le Château en novembre 1956, en référence au célèbre peintre Jean-Baptiste Camille Corot qui n'a d'ailleurs aucun lien avec les lieux. Le château est situé au 9 place Davout. Les bâtiments principaux sont situés à proximité du 5 rue de Savigny. Le théâtre, le bâtiment artistique ainsi que le restaurant scolaire du lycée sont situés au 12 rue Charles Rossignol. Le parc du lycée est composé de deux canaux artificiels et de douves autour du château. Le lycée est desservi par la ligne C du RER d'Île-de-France à la gare de Savigny-sur-Orge, ainsi que par la ligne 12 du tramway d'Île-de-France à la station Parc du Château.

## Histoire

### Le château de Savigny
En 1475, Étienne de Vesc, chambellan de Charles VIII, acquiert le domaine de Savigny et agrandit le château. Entre 1485 et 1488, il étend le domaine sur la Champagne et le bois de Viry. En 1511, Charles de Vesc est seigneur de Savigny-sur-Orge.
En 1580, François-Louis d'Agoult, comte de Sault (1558-1586) qui mourra prématurément de la peste et qui est marié à  Chrétienne d'Aguerre, dame de Vienne (1553-1611), entreprend des travaux.
Le château passe à leur neveu Melchior de Vins d'Agoult de Montauban, puis à Jean de Vins d’Agoult (+1731) mais pas au fils de celui-ci, mort jeune, Simon César (1675-1692). Le château de Savigny est transmis à ses cousins de Vintimille de Luc. Le premier de cette branche à en hériter, Charles-François de Vintimille du Luc (1653-1740) meurt d'ailleurs au château,.

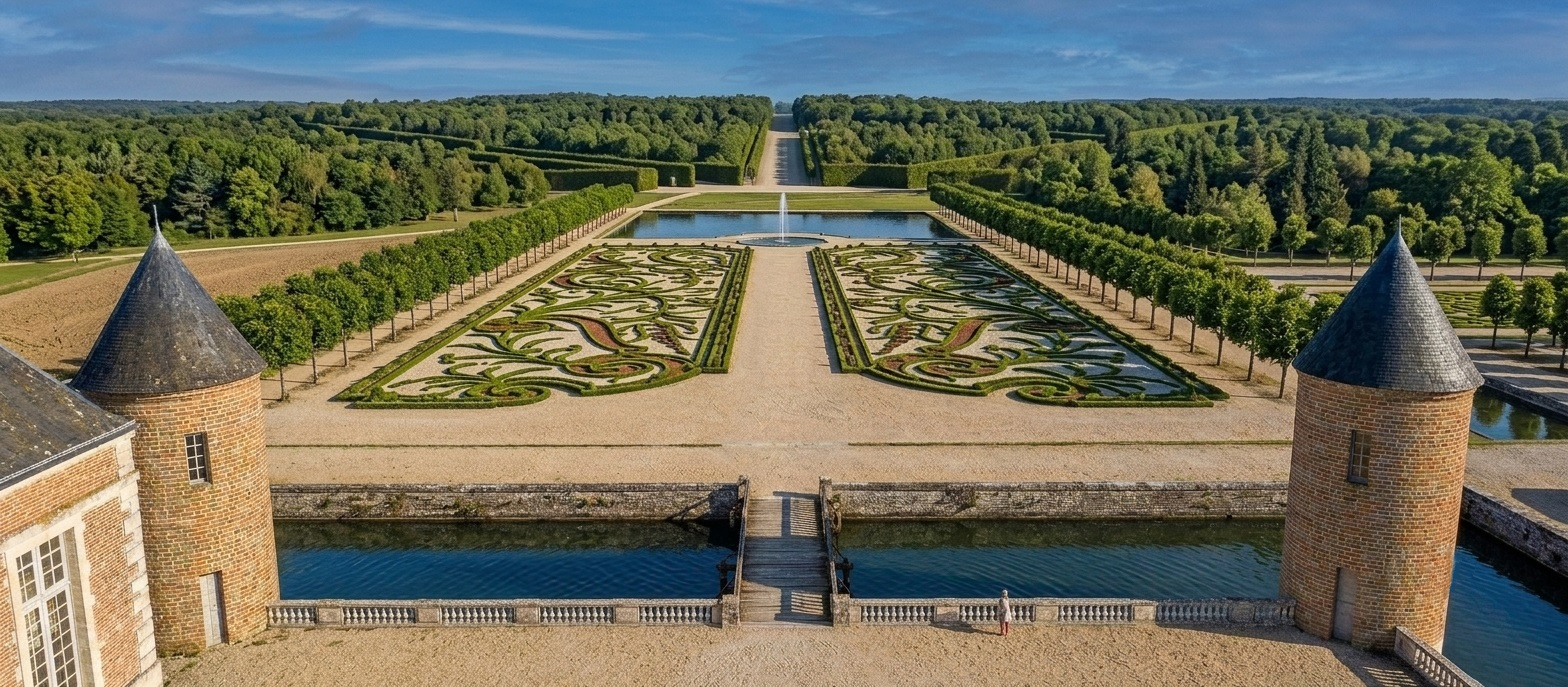
Restitution 3D du château de Savigny-sur-Orge à la fin du XVIIe siècle.

En 1768, Jean-Baptiste-Félix-Hubert de Vintimille, comte de Marseille, comte du Luc, marquis de Vins, des Arcs, Savigny, etc. vend le domaine à M. Cochin.
En 1802, le maréchal Davout, Prince d'Eckmühl, fait l'acquisition du domaine de Savigny-sur-Orge et y fait faire d'importants travaux.
En 1869, la reine d’Espagne Isabelle II, en exil, séjourne au château de Savigny.
En 1917,sous la présidence de Raymond Poincaré, des hôpitaux militaires sont installés au château de Savigny et au château de Grand Vaux.

### Le lycée Jean-Baptiste-Corot - Le Château
En 1947, le ministère de l’Éducation nationale, propriétaire du château de Savigny, y installa une annexe du lycée Lakanal de Sceaux. En 1953, cette annexe devint le lycée autonome Jean-Baptiste-Corot. Les travaux de rénovation du domaine et de son château ne débutent qu'en décembre 1949.
Le 2 octobre 1950, cent-quatorze élèves font leur rentrée dans un établissement composé de huit salles de cours, rapporte Jacques-André Janvier dans un article publié le 4 octobre 1950. Le lycée prend définitivement le nom de Jean-Baptiste-Corot en novembre 1956.

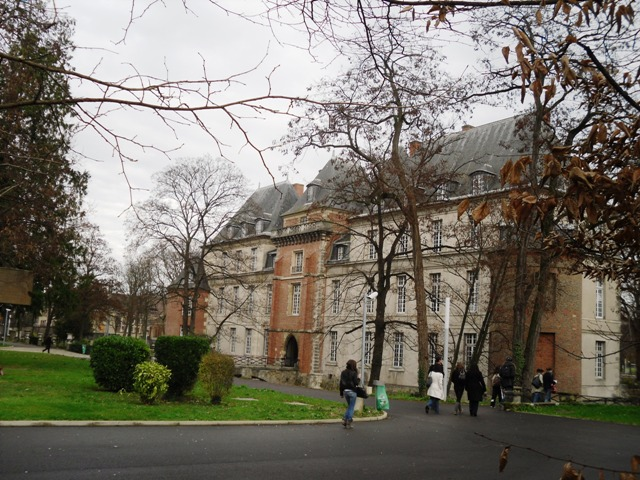
Le château de Savigny en 2009.

Après la rénovation de l'établissement, dont le coût des travaux est évalué à plus de 37 millions d'euros, l'architecte urbaniste français François Leclercq a été nommé en 2008 au prix de l'Équerre d'argent pour la réalisation des nouveaux bâtiments.
En octobre 2010, le Président de la République, Nicolas Sarkozy y inaugure en compagnie de Luc Chatel, ancien ministre de la Culture et Nathalie Kosciusko-Morizet, « Ciné-Lycée », une plateforme gratuite permettant aux lycéens de visionner des films de l'histoire du 7e art.
En 2015, le lycée Jean-Baptiste Corot signe plusieurs conventions de partenariat pour ses filières CPGE avec l'université Paris-Saclay, Sorbonne Université, l'université Paris-Nanterre, l'université de Versailles Saint-Quentin-en-Yvelines (UVSQ) ainsi que l'université Paris-Cité.
Fin janvier 2020, les enseignants du lycée se mobilisent contre les épreuves communes de contrôles continu (E3C), les nouvelles épreuves du baccalauréat qui doivent se dérouler sur un mois.

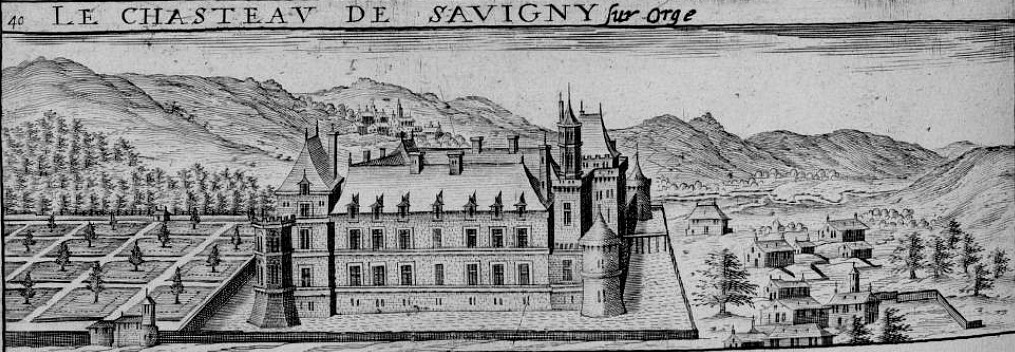
Le château début du XVIIe siècle.
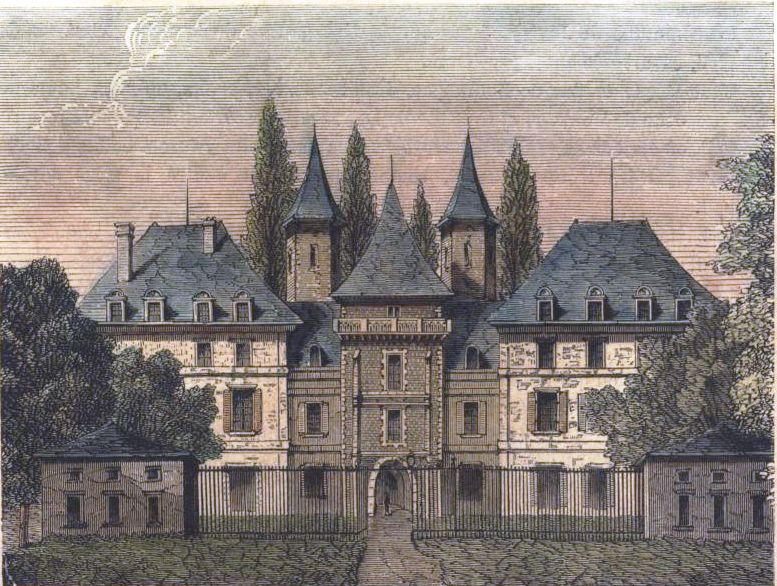
Le château de Savigny-sur-Orge au XIXe siècle.
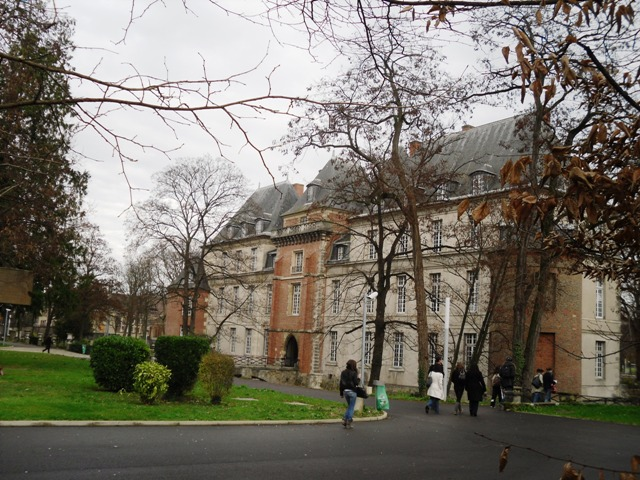
Le château du lycée Jean-Baptiste-Corot en 2009.

## Le lycée aujourd'hui

### La situation actuelle
Depuis le début du XXIe siècle, le lycée Jean-Baptiste Corot - Le Château a connu d'importants travaux. Les années 2004 à 2007 marquent le début d'une vaste entreprise de rénovation qui donne au lycée son aspect actuel, qualifié alors de « lycée vert » avec son parc arboré de 16 hectares,.
Le lycée, dirigé par Thierry Campenon depuis 2019, accueille plus de 2 600 élèves (environ 2 100 élèves en secondaire et 500 élèves en classes préparatoires (CPGE) et sections de technicien supérieur (STS)).

### Les classes
Le lycée Jean-Baptiste Corot compte une quarantaine de classes, principalement scientifiques ; il y a environ 920 élèves répartis dans 25 classes pour le second cycle et environ 900 étudiants répartis dans 21 classes préparatoires aux grandes écoles.
En première, le lycée propose les spécialités suivantes : 
- Arts (arts-plastiques ou cinéma-audiovisuel ou musique ou théâtre-expression dramatique),
- Éducation physique, pratiques et culture sportives (EPPCS)
- Histoire géographie, géopolitique et sciences politiques (HGGSP)
- Humanités, littérature et philosophie (HLP)
- Langues, littératures et cultures étrangères Anglais (LLCE Anglais)
- Langues, littératures et cultures étrangères Espagnol (LLCE Espagnol)
- Mathématiques
- Numérique et sciences informatiques
- Physique-chimie
- Sciences de la vie et de la terre (SVT)
- Sciences économiques et sociales (SES)

Et les options :
- Arts (arts-plastiques ou cinéma-audiovisuel ou musique ou théâtre-expression dramatique)
- Section européenne (DNL) : Anglais (DNL HG/DNL Maths/DNL SVT) / Allemand (DNL HG)
- Russe
- Langues et cultures de l’antiquité :  Grec ou Latin
- Sport

### Le pôle artistique
Lors de la rénovation du lycée du début des années 2000, un pôle artistique aujourd'hui richement doté en matériel et installations a été inauguré (une salle de théâtre et de projection, plusieurs salles de musique et deux salles d’arts plastiques).

## Initiatives pédagogiques et technologiques

### Années 1970
En 1974, dans un objectif novateur d'initiation à l'informatique des élèves et enseignants intéressés, le lycée Jean-Baptiste-Corot de Savigny-sur-Orge fut éligible à l'opération ministérielle dite « Expérience des 58 lycées » : enseignement du langage français de programmation LSE, utilisation et conception de logiciels en club informatique de lycée,, pour 58 établissements de l’enseignement secondaire. À cet effet, dans une première phase, quelques professeurs du lycée, enseignants de diverses disciplines, furent préalablement formés de manière lourde à la programmation informatique. L'établissement fut alors doté, dans une seconde phase, d'un ensemble informatique complet, en temps partagé, comprenant initialement : un mini-ordinateur français CII Mitra 15 avec disque dur, un lecteur de disquettes 8 pouces, plusieurs terminaux écrans claviers Sintra TTE, un téléimprimeur Teletype ASR-33 (en) et le langage LSE implémenté ; tous ces moyens ayant permis de mettre en œuvre cette démarche expérimentale sur le terrain, avec du matériel informatique ultra-moderne pour l'époque.

## Classement du lycée
En 2023, le lycée Jean-Baptiste Corot - Le Château est classé 2e lycée du département sur 41 et 117e lycée de France sur 2331, selon le classement général des lycées du journal Le Parisien - Aujourd'hui en France.
En 2022, le lycée se classe 14e sur 42 au niveau départemental selon le classement du Figaro en fonction du taux de réussite au bac.
En 2016, le lycée se classe 14e sur 42 au niveau départemental selon le classement de L'Express quant à la qualité d'enseignement, et 724e sur 2277 au niveau national. Le classement s'établit sur trois critères : le taux de réussite au bac, la proportion d'élèves de première qui obtient le baccalauréat en ayant fait les deux dernières années de leur scolarité dans l'établissement, et la valeur ajoutée (calculée à partir de l'origine sociale des élèves, de leur âge et de leurs résultats au diplôme national du brevet).

## Enseignants
Pauline Schmitt-Pantel a enseigné au lycée Jean-Baptiste-Corot de Savigny-sur-Orge à la suite de son agrégation obtenue en 1969.
Roger Quilliot, qui sera maire de Clermont-Ferrand et Ministre du Logement y a été professeur de lettres, ainsi que son épouse Claire Quilliot, qui a co-écrit avec lui L'Homme sur le pavois.
Philippe Watrelot, professeur agrégé en sciences économiques et sociales et formateur à l'Institut national supérieur du professorat et de l'éducation de Paris (INSPÉ), composante de la faculté des Lettres de Sorbonne Université, a enseigné au lycée Jean-Baptiste-Corot jusqu'à sa retraite.

## Élèves
Parmi les anciens élèves, on compte la biomathématicienne Dominique Costagliola, le médecin Yves Agid, l'actrice Rachida Brakni (César du meilleur espoir féminin 2002), Nathalie Hubert, l'écrivain et scénariste Serge Lehman, l'humoriste Inès Reg, l'écrivain Tony Duvert, la comédienne et pensionnaire de la Comédie Française Séphora Pondi.

## Dans la culture populaire
Le lycée a servi à plusieurs reprises de lieu de tournage :
- pour le film Un Vrai Bonhomme de Benjamin Parent ;
- pour une séquence de la vidéo FIFA de Mcfly et Carlito, en collaboration avec Bigflo et Oli[39] ;
- pour le clip de Habitué du rappeur Dosseh[40] ;
- pour une partie du clip de Le Plus Fort du Monde du rappeur Black M[41].
- pour la vidéo youtube SCHOOL RP IRL 2 (feat. Inoxtag, LeBouseuh, Alizée) de Michou
- pour la vidéo youtube J’emmène des Japonais juger l’école en France de Louis-San